# Kuta Mulyo
Kuta Mulyo is een bestuurslaag in het regentschap Deli Serdang van de provincie Noord-Sumatra, Indonesië. Kuta Mulyo telt 1856 inwoners (volkstelling 2010).